# Crocidura olivieri
Crocidura olivieri är en däggdjursart som först beskrevs av René-Primevère Lesson 1827.  Crocidura olivieri ingår i släktet Crocidura och familjen näbbmöss. IUCN kategoriserar arten globalt som livskraftig.
Denna näbbmus har ett stort utbredningsområde i Afrika söder om Sahara. En avskild population finns vid Nilen i Egypten. Arten lever i låglandet och i bergstrakter upp till 2680 meter över havet. Habitatet varierar mellan torra och fuktiga skogar, torra och fuktiga savanner samt kulturlandskap. Antagligen vistas Crocidura olivieri gärna nära vattendrag. Ibland är beståndet så talrikt att näbbmusen betraktas som skadedjur.
Arten är med en kroppslängd (huvud och bål) av cirka 12 cm, en svanslängd av ungefär 8 cm och en vikt av 31 till 37 g en av de större näbbmössen. Den har liksom andra familjemedlemmar en spetsig nos. Pälsens färg på ovansidan kan variera mellan svart, grå, brun och ljus rödbrun men de flesta exemplar är bruna. Allmänt är undersidan täckt av ljusare päls. Svansen är bara glest täckt med några styva hår. Förutom könsorganen finns inga yttre skillnader mellan hannar och honor. Stora exemplar kan utan svans vara 14 cm långa med en upp till 10 cm lång svans. Crocidura olivieri har 2,1 till 2,3 cm långa bakfötter och 1,2 till 1,4 cm långa öron.
Crocidura olivieri söker främst under skymningen samt under gryningen efter föda men den kan vara aktiv under andra tider. Arten äter olika ryggradslösa djur och den behöver många byten per dag på grund av hög ämnesomsättning. Antagligen lever varje individ utanför parningstiden ensam. Söder om ekvatorn iakttogs däremot flera par mellan augusti och april (våren till hösten på södra jordklotet). Honan är efter parningen 28 till 36 dagar dräktig och per kull föds upp till sju ungar. De är vid födelsen nakna och hjälplösa. Liksom hos flera andra näbbmöss går äldre ungdjur efter modern i gåsmarsch vid vandringar.
Näbbmusen faller ofta offer för ugglor samt för mindre eller medelstora rovdjur som manguster, viverrider eller kattdjur.

## Underarter
Arten delas in i följande underarter:
- C. o. anchietae
- C. o. bueae
- C. o. cara
- C. o. cinereoaenea
- C. o. darfurea
- C. o. giffardi
- C. o. guineensis
- C. o. hansruppi
- C. o. hedenborgiana
- C. o. kivu
- C. o. manni
- C. o. martiensseni
- C. o. nyansae
- C. o. occidentalis
- C. o. odorata
- C. o. olivieri
- C. o. spurelli
- C. o. sururae
- C. o. toritensis
- C. o. zuleika